# Niek Vlaar

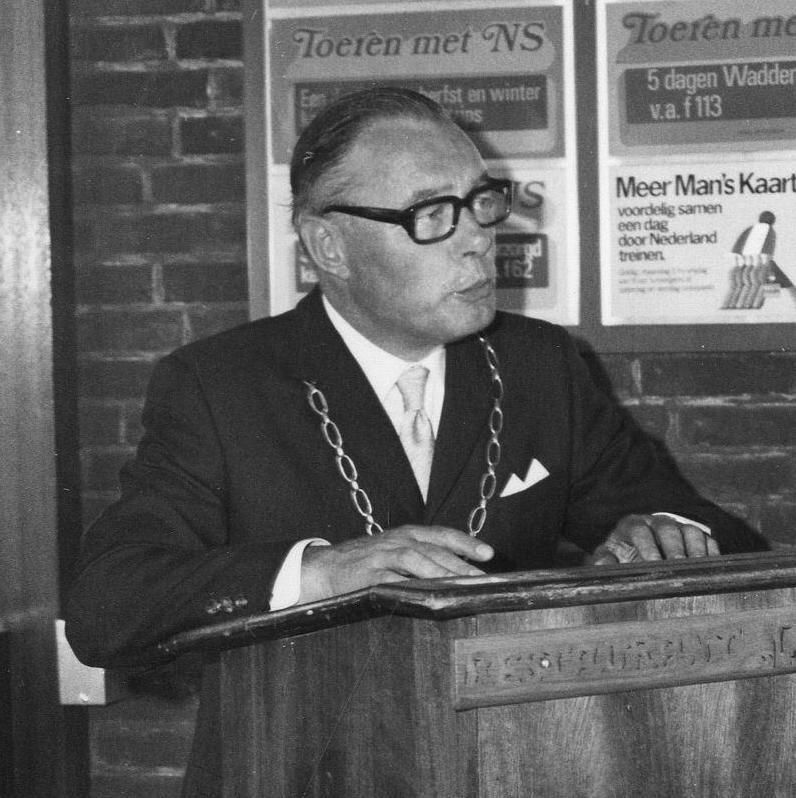
Burgemeester N. Vlaar (1973)

Nicolaas (Niek) Vlaar (Purmerend, 15 oktober 1911 – Didam, 31 oktober 1989) was een Nederlands politicus van de KVP.
Hij werd geboren als zoon van Adriaan Vlaar (1879-1941), van beroep broodbakker, en Antje Bakker (1879-1953). Na zijn gymnasiale studie, die hij deels in Eindhoven en deels aan het Sint Ignatiusgymnasium in Amsterdam deed, ging hij in 1931 als volontair werken bij de gemeentesecretarie van Purmerend. Hij bracht het daar tot adjunct-commies voor hij begin 1939 ging werken bij de gemeente Nijmegen. Later dat jaar maakte hij de overstap naar de gemeente Raamsdonk waar hij waarnemend gemeentesecretaris werd. Vanaf midden 1942 had hij dezelfde functie bij de gemeente Valkenswaard en vier jaar later ging hij als hoofdcommies bij de gemeente Wassenaar leiding geven aan de afdeling financiën, onderwijs en personeel. Eind 1952 volgde hij de kort daarvoor overleden J.H. van Mierlo op als gemeentesecretaris van Waalwijk. In januari 1963 werd Vlaar benoemd tot burgemeester van Didam. In november 1976 ging hij met pensioen en dertien jaar later overleed hij.